# Cage to Rattle
Cage to Rattle es el quinto álbum de estudio de la banda estadounidense Daughtry. Se lanzó al mercado el 27 de julio de 2018 por RCA Records. Este es su primer álbum de estudio en cinco años desde Baptized en 2013. Con solo diez canciones, este es el álbum más corto de Daughtry hasta la fecha. 
También es su primer álbum con el baterista Brandon Maclin. Tras su lanzamiento, el álbum recibió críticas predominantemente positivas de críticos de música, y algunos lo llamaron el trabajo más fuerte y maduro del grupo hasta la fecha.

## Lista de canciones
| N.º | Título              | Producer(s)   | Duración |  |
| 1.  | «Just Found Heaven» | Jacquire King | 4:14     |  |
| 2.  | «Backbone»          | King          | 3:01     |  |
| 3.  | «Deep End»          | King          | 3:51     |  |
| 4.  | «As You Are»        | King          | 3:45     |  |
| 5.  | «Death of Me»       | King          | 3:35     |  |
| 6.  | «Bad Habits»        | King          | 3:30     |  |
| 7.  | «Back in Time»      | King          | 4:12     |  |
| 8.  | «Gravity»           | King          | 3:47     |  |
| 9.  | «Stuff of Legends»  | King          | 3:50     |  |
| 10. | «White Flag»        | King          | 4:52     |  |

## Posicionamiento en lista
| Lista (2018)                       | Posiciones |
| ---------------------------------- | ---------- |
| Alemania (Media Control Charts)    | 37         |
| Australian Albums (ARIA)           | 40         |
| Austria (Ö3 Austria)               | 37         |
| Escocia (Scottish Albums Chart)    | 8          |
| Bélgica (Ultratop flamenca)        | 189        |
| Canadá (Billboard Canadian Albums) | 40         |
| Países Bajos (Album Top 100)       | 154        |
| Suiza (Schweizer Hitparade)        | 8          |
| Reino Unido (UK Albums Chart)      | 14         |
| US Billboard 200                   | 10         |